# Giedraičiai
Giedraičiai (ryska: Гедрайчяй) är en ort i Litauen. Den ligger i den östra delen av landet, 40 km norr om huvudstaden Vilnius. Giedraičiai ligger 131 meter över havet och antalet invånare är 778.
Terrängen runt Giedraičiai är platt. Runt Giedraičiai är det glesbefolkat, med 19 invånare per kvadratkilometer. Närmaste större samhälle är Širvintos, 19,9 km väster om Giedraičiai. Omgivningarna runt Giedraičiai är en mosaik av jordbruksmark och naturlig växtlighet.